# Montes Ozark
As montanhas Ozark ou planalto Ozark são uma cordilheira muito arborizada do centro-sul dos Estados Unidos que se estende de St. Louis, no Missuri, ao rio Arcansas. Ocupa área de cerca de 130 000 quilômetros quadrados, dos quais 85 000 estão no Missuri, 33 700 estão no Arcansas e o restante no sul de Ilinóis e sudeste de Cansas. Junto às montanhas Ouachita, representam a única grande área topográfica acidentada entre os Apalaches e as Montanhas Rochosas. Seus picos mais altos, muito superiores a 600 metros, estão nas montanhas de Boston, no Arcansas, enquanto no Missuri o ponto mais alto é o monte Taum Sauk de 540 metros, a oeste de Ironton, nas montanhas São Francisco. O nome Ozark é talvez a corrupção de Aux Arc, o nome de um posto comercial francês estabelecido na região nos anos 1700.
Ozark é caracterizada por muitos riachos e nascentes subterrâneos drenadas pelos rios Osage,Gasconade, Branco e Negro. O Lago dos Ozarks, represado pela Bagnell no Osage, fornece instalações de energia e recreação. Os Lagos Taneicomo e Cardumes de Boi e o Parque Estadual Table Rock também são áreas de recreação. O turismo, uma de suas principais atividades, foi impulsionado pelo romance de Harold Bell Wright, O Pastor das Colinas (1907), que romantizou o Ozark do Missuri. Outros ativos incluem a extração de madeira (principalmente madeiras nobres), agropecuária (gado, frutas e hortas) e a mineração de chumbo e zinco.